# Mininucleoviridae
„Mininucleoviridae“ ist die von K. Subramaniam et al. im Januar 2020 vorgeschlagene Bezeichnung für eine Gruppe (Klade, mit avisiertem taxonomischem Rang einer Familie) von Riesenviren des Phylums Nucleocytoviricota (NCLDV, ursprünglich als Ordnung „Megavirales“ vorgeschlagen), die sich in Krustentieren replizieren.
Die „Mininucleoviridae“ gehören nach den Analysen vermutlich der vom International Committee on Taxonomy of Viruses (ICTV) bestätigten Ordnung Pimascovirales an, der bis dato die bestätigten Familien Ascoviridae, Iridoviridae, Marseilleviridae, sowie die ebenfalls noch unbestätigten „Pithoviridae“ (Pithoviren) angehören.

## Beschreibung

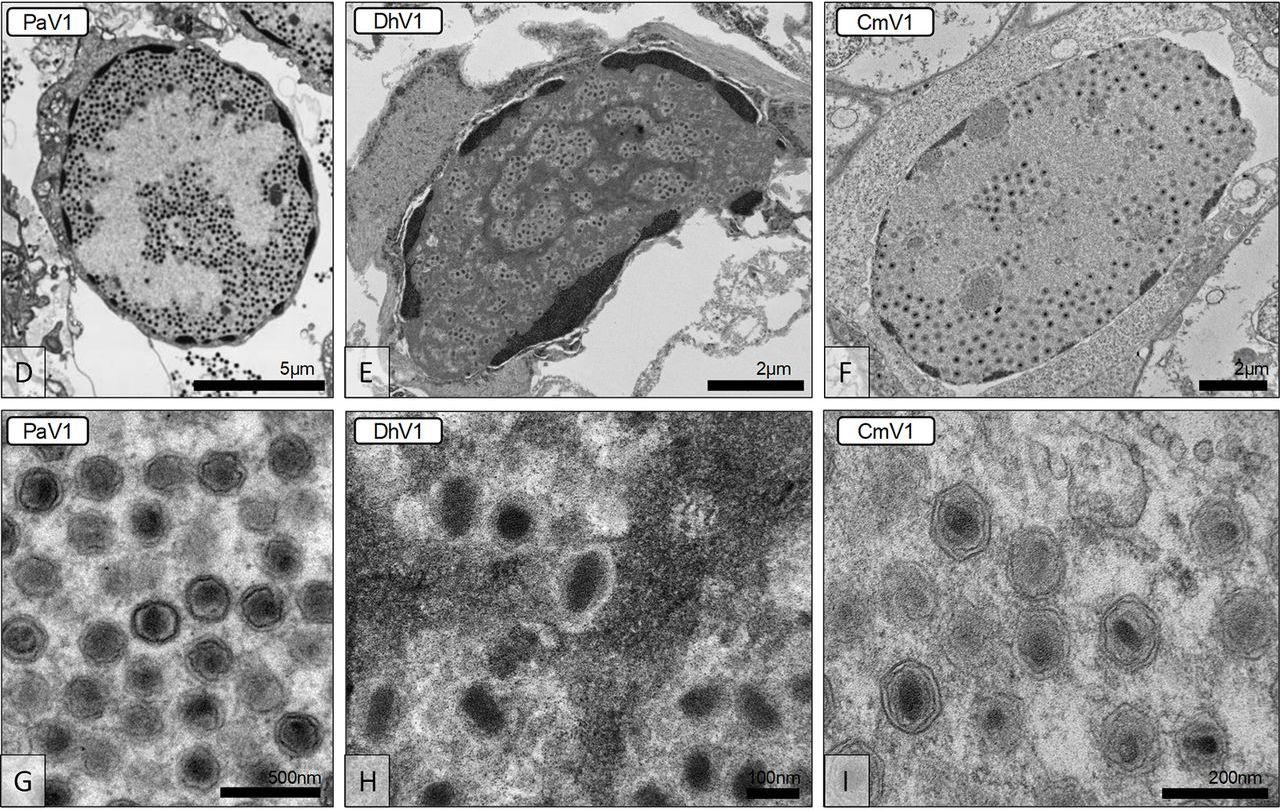
TEM-Aufnahmen von Virionen in der Karibik-Languste (Panulirus argus: PaV1), dem Kleinen Höckerflohkrebs (Dikerogammarus haemobaphes: DhV1) und der Gemeinen Strandkrabbe (Carcinus maenas: CmV1).
(D–F) Die Aufnahmen zeigen vergrößerte Zellkerne mit sich entwickelnden Viroplasmen.
(G–I) Die Morphologien der drei Viren umfassen einen Genom-Kern, umgeben von einem ikosaedrischen Nukleokapsid.

Die vorgeschlagenen Mitglieder der Gruppe sind:
- Carcinus maenas virus 1 (CmV1) – infiziert die Gemeine Strandkrabbe (Carcinus maenas) – rund um Ärmelkanal und Nordsee, global invasiv
- Dikerogammarus haemobaphes virus 1 (DhV1) – infiziert den Kleinen Höckerflohkrebs (Dikerogammarus haemobaphes)[3] – Pontokaspis, invasiv im Vereinigten Königreich Großbritannien und Nordirland
- Panulirus argus virus 1 (PaV1) – infiziert die Karibik-Languste (Panulirus argus) – Florida Keys, Golf von Mexiko

Die Morphologien der drei vorgeschlagenen Spezies umfassen einen Genom-Kern, umgeben von einem ikosaedrischen Nukleokapsid.
Sie replizieren wie die anderen Vertreter der Pimascovirales im Zytoplasma.
Es wurden in der Zeit bis zum Jahr 2020 mehrere potenzielle NCLDVs aus Krustentierwirten identifiziert, diese scheinen sich aber nicht im Zytoplasma zu replizieren (wie allgemein von NCLDVs erwartet), sondern entwickeln sich im Zellkern von Hämozyten (Blutkörperchen) bzw. im hämopoetischen (blutkörperchen-erzeugendem) Gewebe ihrer Krustentier-Wirte, was bei diesen zur Anämie und anschließendem Tod führt. Genauere Untersuchungen standen aber Anfang 2020 noch aus.

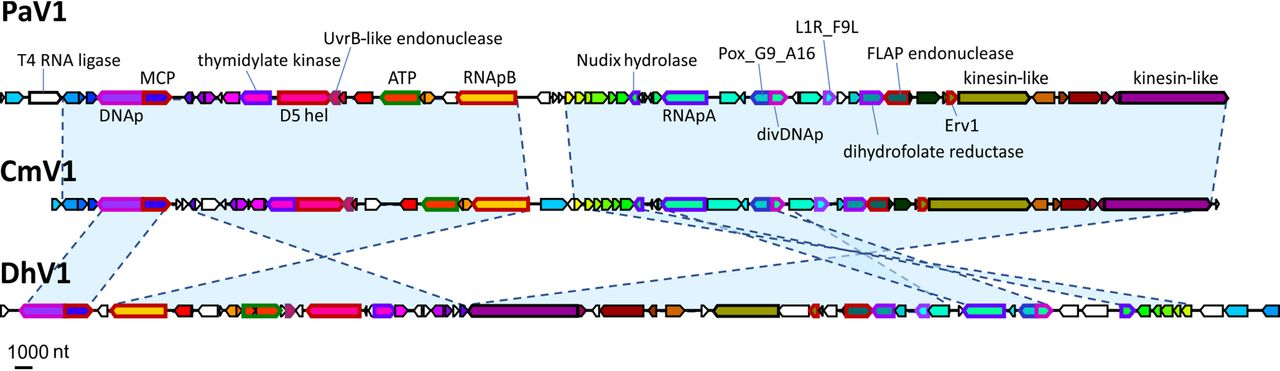
Genomkarten der Krustentierviren PaV1, DhV1 und CmV1.

Die „Mininucleoviridae“ besitzen ein Genom aus Doppelstrang-DNA; mit einer Länge von 70 bis 74 kbp (Kilobasenpaaren) sind dies die kleinsten bisher identifizierten NCLDV-Genome. Ein weitreichender Genverlust, Divergenz der Gensequenzen und die Anhäufung von Sequenzen mit geringer Komplexität erscheinen aber eher als Resultat einer extremen Degradation (Verkleinerung) der Genome dieser „minimalen“ NCLDVs, nicht aber als eine direkte Verwandtschaft mit dem gemeinsamen NCLDV-Vorfahren (LGA, letzter gemeinsamer Ahn; en. LCA oder MRCA).

## Systematik

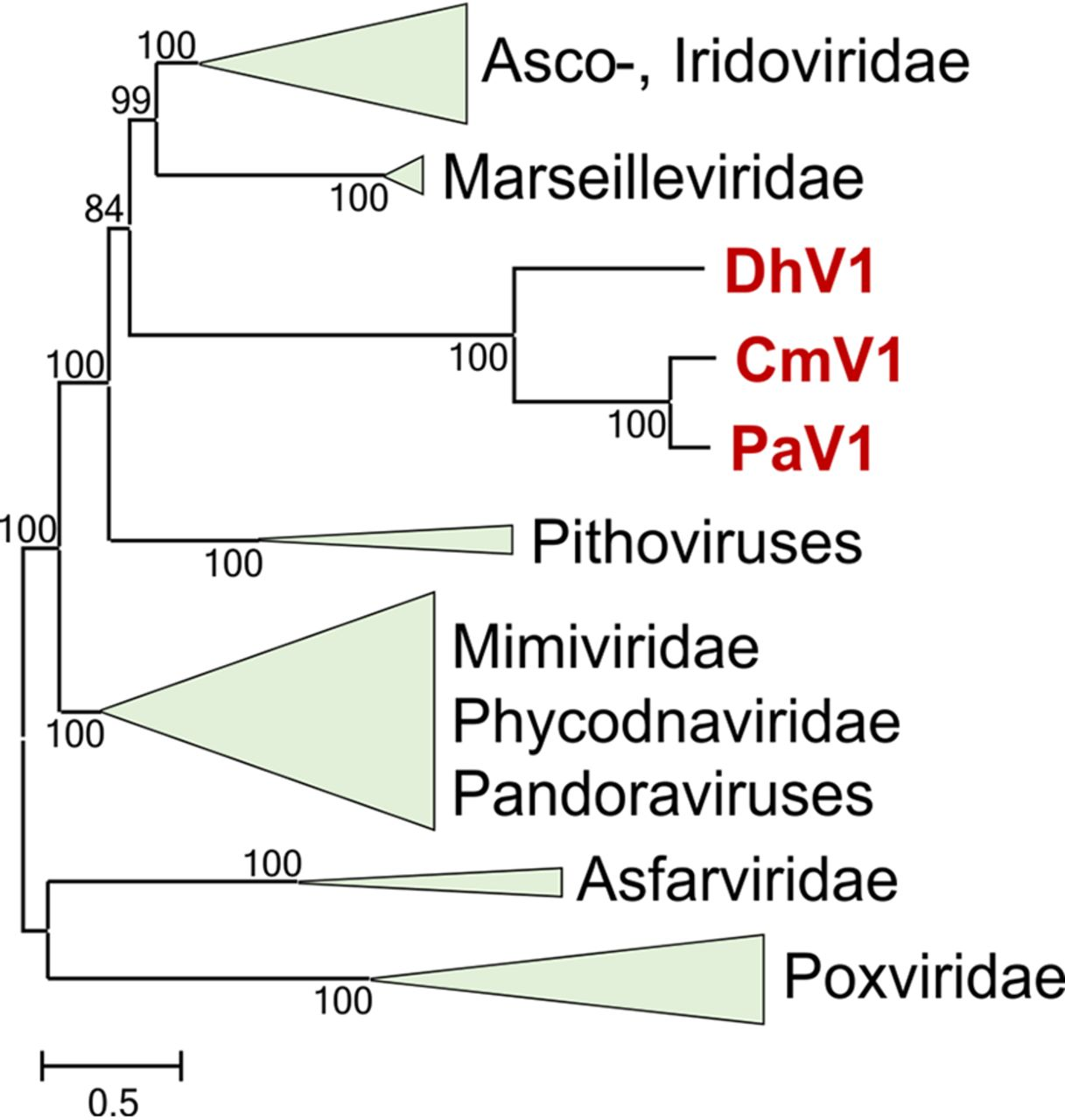
Phylogenetischer Baum der vorgeschlagenen Familie „Mininucleoviridae“

Die nach Subramaniam (2020) vorgeschlagene innere Systematik ist wie folgt:
- Phylum Negarnaviricota (NCLDV)

- Klasse Megaviricetes

- Ordnung Pimascovirales

- Familie „Mininucleoviridae“

- Spezies „Carcinus maenas virus 1“ (CmV1)
- Spezies „Dikerogammarus haemobaphes virus 1“ (DhV1), alias „Dikerogammarus haemobaphes bi-facies-like virus“ (DhbflV)
- Spezies „Panulirus argus virus 1“ (PaV1), veraltet „Herpes-like virus“ (HLV)